# Slovenské Kľačany
Slovenské Kľačany és un poble i municipi d'Eslovàquia. Es troba a la regió de Banská Bystrica.

## Història
La primera menció escrita de la vila es remunta al 1379.

## Demografia
| Godina             | 1994 | 2004   | 2014   | 2024    |
| ------------------ | ---- | ------ | ------ | ------- |
| Nombre de persones | 172  | 165    | 158    | 176     |
| Diferència         |      | −4,06% | −4,24% | +11,39% |

| Godina             | 2023 | 2024   |
| ------------------ | ---- | ------ |
| Nombre de persones | 175  | 176    |
| Diferència         |      | +0,57% |